# The Hills (televisieserie)
The Hills is een MTV-realityreeks en een spin-off van de populaire MTV-show Laguna Beach. De serie volgt het leven van Lauren Conrad en haar vriendinnen Whitney, Audrina en Heidi, nadat zij verhuisd is van Laguna Beach naar Los Angeles. Na het vijfde seizoen koos Conrad ervoor om te stoppen met de serie en haar plaats zou worden ingenomen door Kristin Cavallari, ook bekend van Laguna Beach.

## Personen
Hieronder volgt een lijst van personen uit de tv-serie.
| Naam              | Aantal jaren | Seizoen(en) | Bijzonderheden |
| ----------------- | ------------ | ----------- | --- |
| Lauren Conrad     | 2006-2009    | 1-5         | Vorige hoofdrolspeelster                                                                                            |
| Audrina Patridge  | 2006-2010    | 1-6         | Hoofdrolspeelster                                                                                                   |
| Whitney Port      | 2006-2008    | 1-4         | Vorige hoofdrolspeelster                                                                                            |
| Heidi Montag      | 2006-2010    | 1-6         | Hoofdrolspeelster                                                                                                   |
| Kristin Cavallari | 2009-2010    | 5-6         | Hoofdrolspeelster                                                                                                   |
| Stephanie Pratt   | 2007-2010    | 3-6         | Spencers zus en werd vanaf seizoen 6 een hoofdrolspeelster                                                          |
| Lo Bosworth       | 2007-2010    | 2-6         | Laurens vriendin tot Laurens vertrek en werd later Audrina's vriendin en werd vanaf seizoen 6 een hoofdrolspeelster |
| Brody Jenner      | 2007-2010    | 2-6         | Laurens vriend tot Laurens vertrek en werd later Kristins ex-vriendje                                               |
| Spencer Pratt     | 2007-2010    | 2-6         | Heidi's man |
| Justin Brescia    | 2007-2010    | 3-6         | Kristin en Audrina's ex-vriendje                                                                                    |
| Holly Montag      | 2007-2010    | 4-6         | Heidi's zus |
| Stacie Hall       | 2009-2010    | 5-6         | Kristins vriendin                                                                                                   |

## Seizoenen

### Seizoen 1
- Datum van Amerikaanse première: 31 mei 2006
- Aantal afleveringen: 10

Laurens weg naar onafhankelijkheid werd gedocumenteerd kort naar haar vertrek uit Laguna Beach: The Real Orange County en haar verhuizing naar Los Angeles met haar toenmalige beste vriendin, Heidi Montag. Tijdens haar verblijf in LA bracht Lauren haar dagen door op de school Fashion Institute of Design and Merchandising en werkte ze bij Teen Vogue met Whitney Port als haar collega. Audrina Patridge werd Laurens eerste goede vriendin uit LA. In het eerste seizoen is onder andere te zien dat Lauren Jason Wahler een tweede kans geeft. Heidi ondervindt dat studeren toch niets voor haar is en neemt een baan aan bij Bolthouse Productions. Ondertussen krijgt zij verkering met Jordan Eubanks, een sterke relatie die het uiteindelijk toch niet redt. In de laatste aflevering werd Lauren een stage in Parijs aangeboden, die ze afwees om de hele zomer met Jason door te kunnen brengen. In plaats van Lauren nam Whitney deze stage aan.

### Seizoen 2
- Datum van Amerikaanse première: 15 januari 2007
- Aantal afleveringen: 12

Lauren en Jason gingen uit elkaar. Lauren richt zich op het werk bij Teen Vogue, waar ze moet concurreren met Emily Weiss. Whitney is ondertussen aan het solliciteren voor een hogere functie bij Teen Vogue, waar Emily ook voor heeft gesolliciteerd. Heidi date ondertussen met Spencer Pratt. Spencer probeert met Heidi én Audrina een relatie te krijgen. Op het verjaardagsfeestje van Heidi komt Audrina ook, maar ze wordt compleet genegeerd. Maar Heidi maakte het pas uit toen ze zag dat Spencer met een ander stond te zoenen. Lauren en Audrina adviseren haar om niet meer met Spencer om te gaan omdat hij mensen manipuleert. Maar uiteindelijk zetten ze hun relatie voort. Spencer haat Lauren en laat Heidi kiezen tussen hem en Lauren, en verspreidt het gerucht dat Lauren en Jason een seksfilm hadden gemaakt. Spencer wil zelfs niet meer praten met zijn beste vriend Brody, omdat hij bij de 'vijand' hoort. Heidi probeert het goed te maken met Lauren. Maar Lauren wil niet bevriend zijn met iemand die Spencer vertrouwt. In de laatste aflevering is Lauren en Heidi's vriendschap beëindigd en vraagt Lauren of Audrina in de kamer van Heidi wil wonen. Audrina accepteert het voorstel.

### Seizoen 3
- Datum van Amerikaanse première: 13 augustus 2007
- Aantal afleveringen: 28

Lauren is geen beste vriendin meer met Heidi omdat Spencer roddels over haar verspreidde. Whitney worstelt met haar functie als toezichthouder op de stagiaires. Lauren krijgt een tweede kans bij Lisa Love. Ze moet samen met Whitney naar Parijs om te helpen bij het Bal des Débutantes. In Parijs realiseert Whitney zich dat ze achter de schermen werken niet zo leuk vindt. Whitney krijgt een nieuwe baan bij People's Revolution. Lauren krijgt daar later ook een baan. Lauren, Audrina en Lo besloten samen om een huis te kopen in Hollywood, ook al voelde Lo zich daar ongemakkelijk bij. Audrina brengt steeds meer tijd met Justin door. Ondertussen probeert Heidi steeds hogerop te komen bij Bolthouse Productions. Ook worstelt ze met haar verloving met Spencer. De twee gingen tijdelijk uit elkaar, dus trok Spencer bij zijn zus Stephanie in. Stephanie volgt ondertussen ook een opleiding bij FIDM, waar Lauren ook studeert. De twee worden goede vriendinnen. In de laatste aflevering gaat Heidi met haar baas naar Las Vegas. Spencer komt hen opzoeken en vraagt of Heidi met hem mee wil naar huis. Audrina zegt tegen Lauren dat ze vindt dat Lo hen uit elkaar drijft.

### Seizoen 4
- Datum van Amerikaanse première: 18 augustus 2008
- Aantal afleveringen: 20

Lauren past zich aan aan het leven met haar beste vriendinnen, Lo en Audrina. Lauren vindt dat het tijd is om opnieuw te gaan daten. Ze gaat daten met haar oude vlam Doug. Ook Audrina blijft worstelen met Justin als ze een gerucht hoort over dat hij iets met Lauren heeft. Bij huize Montag/Pratt komt Heidi's zus Holly op bezoek. Maar Spencer vraagt aan Heidi of zij niet weer kan verhuizen. Met Holly buiten beeld vindt Spencer het tijd worden om een drankje te drinken op een evenement waar Heidi ook is. Heidi wordt per direct ontslagen. Spencer verrast haar met een weekendje Cabo. Ondertussen vertrekt Whitney naar New York voor haar nieuwe baan bij Diane von Fürstenberg. In de laatste aflevering is Lauren bij een evenement van Bolthouse. Heidi is er ook en ze beginnen te praten. Justin verrast Audrina met een weekendje weg. En Spencer is overtuigd door Stephanie om Heidi haar droomhuwelijk te geven.

### Seizoen 5
- Datum van Amerikaanse première: 6 april 2009
- Aantal afleveringen: 1-10 (deel 1) en 11-20 (deel 2)

Deel 1
Lauren viert haar 23e verjaardag, de onuitgenodigde Heidi verschijnt op haar verjaardag en komt erachter dat Spencer de ex-vriend van Stephanie heeft geslagen, omdat hij zei dat Spencer aan het flirten was met een barkeeper. Ze weten niet hoe ze verder moeten met hun relatie en gaan in therapie. Als alles weer goed loopt vraagt Spencer aan Heidi's vader toestemming om met haar te trouwen. Als Brody erachter komt dat Audrina een oogje op hem heeft, maakt hij een verkeerde beslissing, tot ontzetting van Jayde (Brody's vriendin). Ondertussen is Stephanie op zoek naar een nieuwe baan en Lauren zorgt voor een baan voor haar bij People's Revolution. Als Stephanie een grote fout maakt, moet Lauren haar ontslaan van Kelly Cutrone (hun baas). Lauren is verrast als ze hoort dat Lo en Audrina naar de bruiloft van Heidi en Spencer gaan. Als Spencer Lauren belt en zijn excuses aanbiedt, verandert Lauren van gedachten en verrast Heidi vlak voor de ceremonie.
Deel 2
Heidi en Spencers bruiloft heeft iedereen bij elkaar gebracht. En nu dat Kristin Cavallari terug is, gaat ze nog lang niet weg. Ze heeft al LA veroverd en zoekt nu iemand, en wanneer ze Justin tegenkomt, springt de vonk oven. Audrina lijkt Justin al te vergeten zijn, maar dat betekent niet dat ze hem met een ander meisje wil zien, vooral niet met Laurens oude rivaal Kristin. Brody is nog steeds met Jayde, maar nu is Kristin terug: hoelang zal dat duren? Heidi en Spencer zijn verhuisd naar een buitenwijk en leiden een getrouwd leven, maar ze ontdekken dat hun huwelijksleven niet zo perfect is zoals hun bruiloft.

### Seizoen 6
- Datum van Amerikaanse première: 27 april 2010
- Aantal afleveringen: 12

In het laatste seizoen leren Kristin, Audrina, Stephanie, Lo en Heidi dat degenen van wie zij het meest houden het moeilijkst zijn om los te laten. Kristins relatie met Justin wordt niets en ze heeft spijt van de vijanden die ze heeft gemaakt in LA, dus probeert ze een vriendschap op te bouwen met de meiden. Maar wanneer Kristin de meiden in Miami verwaarloost, ontstaan er geruchten dat ze drugs gebruikt. Maar Brody staat achter haar door dik en dun. Audrina maakt een nieuwe start en vindt geluk wanneer ze een relatie begint met een oude vriend: Ryan Cabrera. Heidi's verregaande plastische chirurgie wordt afgekeurd door haar vrienden en familie, en als gevolg begint ze van hen te vervreemden. Lo geeft advies aan haar vrienden, en de kijker ziet haar leven en haar werk. Stephanie leeft met de gevolgen van rijden onder invloed van alcohol. Ze probeert een alcoholvrij leven te leiden en een nieuwe vriend te zoeken.

## Spin-offs

### The City
The City was een show op MTV. MTV volgt hierin de verhuizing van Whitney Port naar New York. De kijkers volgt zes nieuwe castleden. Whitney is inmiddels aan de slag gegaan bij Diane von Furstenberg. Daar werkt ook Olivia, een New Yorkse socialite, die het op zich heeft genomen om Whitney 'haar' New York te laten zien. Het verschil tussen uptown en downtown wordt al snel duidelijk. Whitney woont bij Erin, die ze al jaren kent. In The Hills zagen we Whitneys droomjongen Jay al verschijnen. Australische Jay is muzikant en woont samen met Adam, een model. Samantha is de laatste van de cast en werkt bij Bergdorf Goodman. De serie liep van 2008 tot 2010.

### The Hills: New Beginnings
Ook The Hills: New Beginnings is een spin-off van The Hills en startte in 2019. In deze serie worden de levens van Heidi Montag en Spencer Pratt, Audrina Patridge, Whitney Port, Frankie en Jennifer Delgado, Brody Jenner, Brandon Thomas Lee (zoon van Pamela Anderson en Tommy Lee), Jason en Ashley Wahler, Justin Brescia en Kaitlynn Carter gevolgd. Stephanie Pratt en Mischa Barton maakten alleen deel uit van de cast van het eerste seizoen.